# Better than Today
„Better than Today“ je píseň australské popové zpěvačky Kylie Minogue. Píseň pochází z jejího jedenáctého alba Aphrodite. Produkce se ujal producent Nerina Pallot, Andy Chatterley a Stuart Price.

## Hitparáda
| Země           | Umístění |
| -------------- | -------- |
| Velká Británie | 32       |
| Austrálie      | 55       |
| Skotsko        | 27       |
| Francie        | 63       |